# 夢を生きた男/ザ・ベーブ
『夢を生きた男/ザ・ベーブ』（ゆめをいきたおとこ ザ・ベーブ、The Babe）は、1992年のアメリカ合衆国の伝記映画。監督はアーサー・ヒラー、出演はジョン・グッドマンとケリー・マクギリスなど。アメリカ合衆国の有名野球選手ベーブ・ルースの生涯をベースにした作品である。

## ストーリー
1902年に7歳で少年矯正施設に送られ、そこで野球を始めてから、プロ野球選手となって1935年に引退するまでを描いているが、時系列などの細かい点は史実と異なっている。例えば、史実では別居中の最初の妻ヘレンが火事で亡くなってから数ヶ月後に愛人のクレアと再婚しているが、映画ではヘレンと離婚後にクレアと再婚、その後、ヘレンが火事で亡くなったことになっている。

## キャスト
| 役名                                 | 俳優                         | 日本語吹替 | 日本語吹替   | 日本語吹替 |
| 役名                                 | 俳優                         | ソフト版   | テレビ朝日版 |            |
| ------------------------------------ | ---------------------------- | ---------- | ------------ | ---------- |
| ジョージ・ハーマン・“ベーブ”・ルース | ジョン・グッドマン           | 石田太郎   | 石田太郎     |            |
| クレア・ホジソン                     | ケリー・マクギリス           | 高島雅羅   | 磯辺万沙子   |            |
| ヘレン・ウッドフォード               | トリニ・アルバラード         | 佐々木優子 | 日野由利加   |            |
| “ジャンピン・ジョー”・デューガン     | ブルース・ボックスライトナー | 大塚芳忠   | 仲野裕       |            |
| ブラザー・マティアス                 | ジェームズ・クロムウェル     | 有本欽隆   | 阪脩         |            |
| ハリー・フラジー                     | ピーター・ドゥナット         | 山野史人   | 村松康雄     |            |
| ジャック・ダン                       | J・C・クイン                 | 幹本雄之   | 納谷悟朗     |            |
| ミラー・ハギンス                     | ジョセフ・ラグノ             |            |              |            |
| ガイ・ブッシュ                       | リチャード・タイソン         | 小室正幸   |              |            |
| ジャック・ルパート大佐               | バーナード・ケイツ           | 筈見純     |              |            |
| ルー・ゲーリッグ                     | マイケル・マグレイディ       |            |              |            |
| ファニー・ベイリー                   | イルマ・P・ホール            |            |              |            |
| ジョニー・シルベスター               | スティーヴン・キャフリー     |            |              |            |

- テレビ朝日版：初回放送1995年11月5日『日曜洋画劇場』

## 作品の評価
興行的に成功を収めることはできなかった。
Rotten Tomatoesによれば、38件の評論のうち高評価は47%にあたる18件で、平均点は10点満点中5点となっている。映画評論家のロジャー・イーバートは「そもそも駄作であることはさておき、表面的な脚本に加えて、時間や場所の感覚がほとんどないまま撮影された」この映画は、ベーブ・ルースを、ホームランを打つこと以外は賞賛に値するところの全くない、嫌われ者で不幸な人物として描いており、憂鬱な気分にさせられると酷評している。